# Волотовська Наталія Володимирівна
Наталія Володимирівна Волотовська (нар. 12 серпня 1984, м. Тернопіль, Україна) — українська лікарка, художниця, літераторка, композитор, співачка. ЧленКоня Національних спілок журналістів та письменників України. Дочка Світлани Лукащук-Федик, онука Ганни Андріївни Лукащук та доцента Тернопільського державного медичного університету, акушер-гінеколога Володимира Олексійовича Лукащука[джерело?].

## Життєпис
Наталія Володимирівна Волотовська народилася 12 серпня 1984 року в місті Тернополі в сім'ї лікарів.
Закінчила Тернопільський національний економічний університет (2006) (нині - Західноукраїнський національний уніврситет), Тернопільський державний медичний університет імені І. Я. Горбачевського (2007).

## Творчість
Авторка книжок для дітей, збірок поезій, літературно-нотних видань, більше 30 наукових праць на медичні та економічні теми. Твори опубліковані у ЗМІ, збірниках та альманахах.
Вірші Наталі Волотовської поклали на музику Михайло Віятик, Леонід Міллер, Роман Рудий та інші.
Створила понад 50 живописних і графічних робіт. Виставки в містах Київ (1998—1999), Дніпро, Тернопіль; персональні — у Тернополі (2004). Проілюструвала власні збірки й книги місцевих авторів, навчально-методичні видання.

### Літературний доробок
- романи
  - «Рецепт на любов. Rp.: Любов. D.S.: назавжди. Студенти у дзеркалі часу»
  - «Дружина для президента, або Лілея святого Андрія» (2012)[1]
- книжка для дітей
  - «Наталчина абетка» (1998),
  - «Абетка маленького українця» (2015),
- збірки поезій
  - «Слово кришталеве» (2002),
  - «Розп'яття українського вікна» (2002),
- «Дзвенить віків коштовне скло…» (2003),
- «Іван Горбачевський. Спроба життєпису в прозі та віршах» (2004);
- літературно-нотні видання
  - «Дорога до вічності» (2007),
  - «Мільйони їх, мов колосків на ниві» (2008),
  - «Пелюстка в сонячній росі» (2008),
  - «Берегиня» (2009),
  - «Схилюся Україні на плече» (2011).

## Наукові праці
- Волотовська Н. Динаміка показників вільнорадикального окиснення і антиоксидантного захисту тканини печінки в умовах політравми. — Медична хімія: 2011, № 4 випуск 13. — С. 224.
- Волотовська Н. Особливості апоптозу печінкових макрофагів під впливом механічної травми різного ступеня тяжкості у білих щурів. — Клініко-експериментальна патологія: 2012, № 11, випуск 3. — С. 41.
- Волотовська Н. Прогностичне значення структурних змін печінки та апоптозу печінкових макрофагів у розвитку печінкової недостатності у щурів на тлі механічної травми різного ступеня тяжкості. — Здобутки клінічної i експериментальної медицини: 2012, випуск 3. — С. 165.
- Волотовська Н., Гудима А. Особливості реакції пероксидного окиснення ліпідів, антиоксидантного захисту, ендогенної інтоксикації та цитолізу під впливом травми різного ступеня тяжкості. — Здобутки клінічної i експериментальної медицини: 2012, випуск 1. — С. 29—33.
- Волотовська Н., Гудима А. Роль гемічної гіпоксії в патогенезі порушень жовчоутворювальної і жовчовидільної функції печінки а тлі скелетної травми в ранньому посттравматичному періоді. — Здобутки клінічної i експериментальної медицини: 2011, випуск 2. — С. 15.

## Нагороди
- Премія імені Іванни Блажкевич (2000);
- Премія імені Володимира Вихруща (2011);[1]
- Гран-прі (1996, живопис), 1-і премії міжнародного фестивалю дитячого мистецтва «Чарівна книжка» (1997, 1998, живопис, графіка);
- 1-а премія і стипендія всеукраїнського огляду-конкурсу «Нові імена України» (1998, живопис);
- почесна відзнака Святої Праведної Анни ІІІ ступеня (2015) — за вагомий внесок у справу відродження духовності та патріотичного виховання молоді незалежної України;
- лауреат Всеукраїнського конкурсу «Нові імена України» у номінаціях «поезія, живопис» (1998, 1999);
- дипломант Всеукраїнського фестивалю мистецтв академічного співу «Українське бельканто» (2000);
- Почесна грамота Національної спілки журналістів України (2017);[2]
- всеукраїнські премії, грамоти, дипломи.